# Carinacris vittatus
Carinacris vittatus är en insektsart som beskrevs av Liu, Jupeng 1984. Carinacris vittatus ingår i släktet Carinacris och familjen gräshoppor. Inga underarter finns listade i Catalogue of Life.